# Alexander Knappe

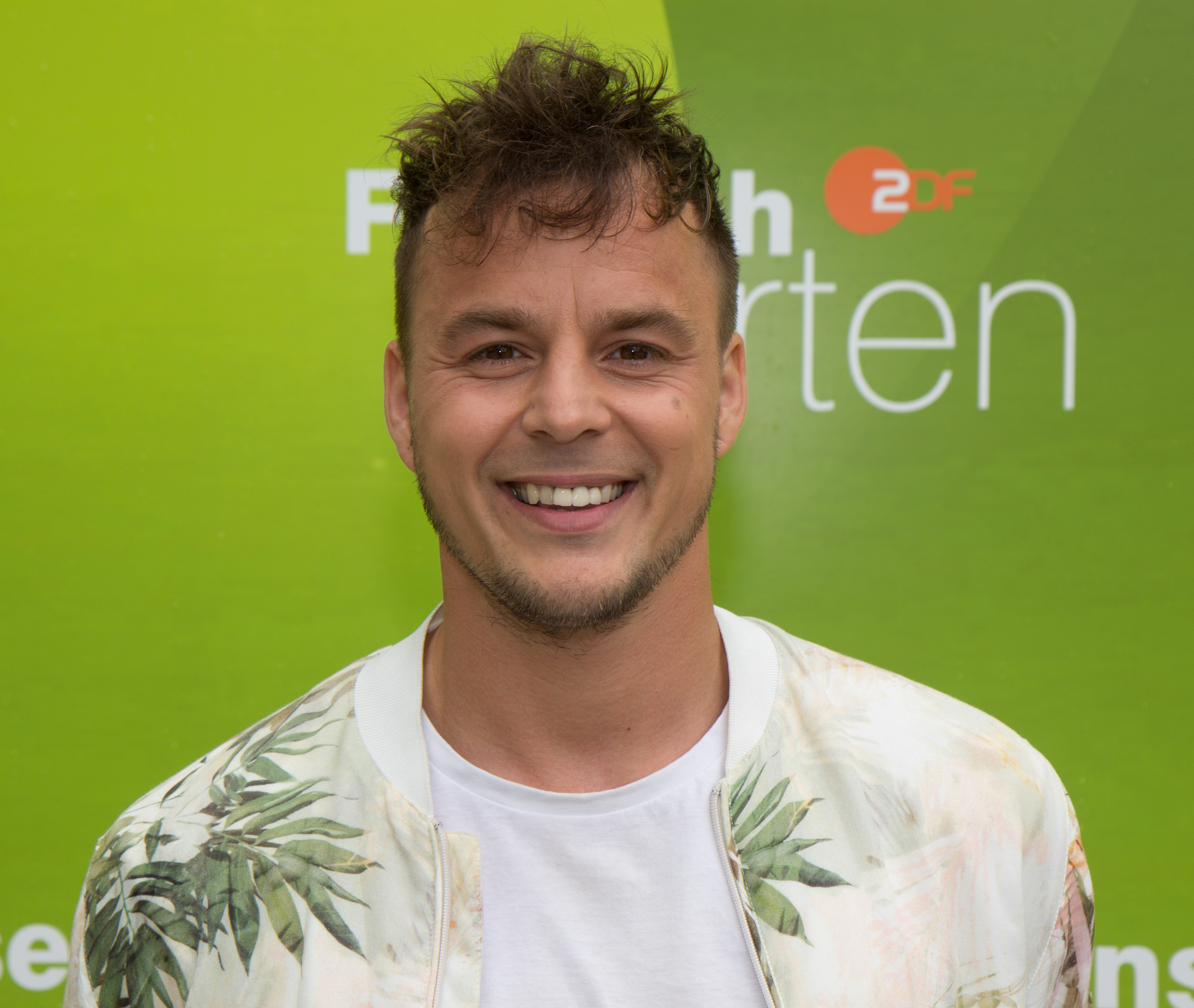
Alexander Knappe (2018)

Alexander Knappe (* 15. Februar 1985 in Wilhelm-Pieck-Stadt Guben) ist ein deutscher Sänger, der durch seine Auftritte in der ersten Staffel der Sendung X Factor bekannt wurde. Derzeit steht er bei Sony Music unter Vertrag. Er konnte sich bisher mit vier Alben in den Charts platzieren.

## Leben
Knappe wuchs in Cottbus auf. Er war als Kind als Sportler aktiv, zuerst in der Trainingsgruppe des späteren Diskuswurf-Weltmeisters Robert Harting und später als Fußballer, sodass er als 13-Jähriger von Hertha BSC zur Sportschule nach Berlin beordert wurde. Mit 18 Jahren erlitt er einen Kreuzbandriss, weswegen er gezwungen war, seine Fußballkarriere zu beenden. Knappe zog daraufhin zurück nach Cottbus. Mit 19 startete er gemeinsam mit zwei weiteren Musikern das Projekt Jandtee. Das Trio hatte unter anderem einen Auftritt in der ARD. Auch ein zweites Projekt, Kleistpark, begann er, wirkliche Erfolge konnte man allerdings nicht feiern.
2010 meldete er sich für die Castingshow X Factor (Deutschland) an. Er kam ins Bootcamp, startete zwischen Casting und diesem jedoch ein weiteres Musikprojekt: Barbecue. Er entschied sich dazu, einen Kreuzbandriss vorzutäuschen, um sich Barbecue widmen zu können. Er überlegte es sich erneut anders und nahm weiter an der Show teil, ohne zuzugeben, dass die Verletzung nicht echt war. Gegenüber Till Brönner gestand er aber schließlich doch, dass der Kreuzbandriss erfunden war. Beim nächsten Vorsingen schied er aus.
2011 nahm ihn das Label ferryhouse unter Vertrag. Seine Debütsingle Weil ich wieder zu Hause bin erschien am 29. Juni 2012 und erreichte Platz 79 der deutschen Singlecharts. Am 10. August des Jahres wurde sein Debütalbum Zweimal bis unendlich veröffentlicht. Dieses konnte Platz 21 der deutschen Albumcharts erreichen.
2013 trat Alexander Knappe mit dem Philharmonischen Orchester des Staatstheaters Cottbus auf. Am 5. und 6. September 2014 fanden weitere Konzerte mit Knappe und dem Philharmonischen Orchester des Staatstheaters statt, desgleichem im September 2015.
Sein Live-Album Musik an. Welt aus. gemeinsam mit dem Philharmonischen Orchester des Staatstheaters Cottbus erschien am 2. September 2016 und stieg auf Platz 44 in die deutschen Albumcharts ein.
Anfang 2018 trat Knappe im Vorprogramm der norwegischen Band A-ha bei deren MTV Unplugged Tour auf.
Die aktuelle Live-Band auf Tour besteht aus Rene Flächsenhaar (Bass), Robert Kerner (Gitarre), Benedikt Stehle (Drums) und Sebastian Strahl (Keyboards).

## Diskografie

### Studioalben
| Jahr | Titel                   | Höchstplatzierung, Gesamtwochen, AuszeichnungChartplatzierungen (Jahr, Titel, Platzierungen, Wochen, Auszeichnungen, Anmerkungen) | Höchstplatzierung, Gesamtwochen, AuszeichnungChartplatzierungen (Jahr, Titel, Platzierungen, Wochen, Auszeichnungen, Anmerkungen) | Höchstplatzierung, Gesamtwochen, AuszeichnungChartplatzierungen (Jahr, Titel, Platzierungen, Wochen, Auszeichnungen, Anmerkungen) | Anmerkungen                              |
| Jahr | Titel                   | DE | AT | CH | Anmerkungen                              |
| ---- | ----------------------- | --- | --- | --- | ---------------------------------------- |
| 2012 | Zweimal bis unendlich   | DE21 (3 Wo.)DE | — | — | Erstveröffentlichung: 10. August 2012    |
| 2014 | Die Zweite              | DE44 (1 Wo.)DE | — | — | Erstveröffentlichung: 12. September 2014 |
| 2018 | Ohne Chaos keine Lieder | DE6 (3 Wo.)DE | AT56 (1 Wo.)AT | CH55 (1 Wo.)CH | Erstveröffentlichung: 20. April 2018     |
| 2021 | Knappe                  | DE5 (1 Wo.)DE | — | — | Erstveröffentlichung: 13. August 2021    |
| 2024 | Rendezvous              | — | — | — | Erstveröffentlichung: 24. Mai 2024       |

### Livealben
| Jahr | Titel                      | Höchstplatzierung, Gesamtwochen, AuszeichnungChartsChartplatzierungen (Jahr, Titel, Platzierungen, Wochen, Auszeichnungen, Anmerkungen) | Anmerkungen                                                                                           |
| Jahr | Titel                      | DE | Anmerkungen                                                                                           |
| ---- | -------------------------- | --- | --- |
| 2016 | Musik an. Welt aus. (Live) | DE44 (1 Wo.)DE | Erstveröffentlichung: 2. September 2016 mit dem Philharmonischen Orchester des Staatstheaters Cottbus |

### Singles
| Jahr | Titel Album                                        | Höchstplatzierung, Gesamtwochen, AuszeichnungChartsChartplatzierungen (Jahr, Titel, Album, Platzierungen, Wochen, Auszeichnungen, Anmerkungen) | Anmerkungen                                              |
| Jahr | Titel Album                                        | DE | Anmerkungen                                              |
| ---- | -------------------------------------------------- | --- | -------------------------------------------------------- |
| 2012 | Weil ich wieder zu Hause bin Zweimal bis unendlich | DE79 (1 Wo.)DE | Erstveröffentlichung: 29. Juni 2012                      |
| 2016 | Bis meine Welt die Augen schließt –                | DE86 (1 Wo.)DE | Erstveröffentlichung: 13. Mai 2016 mit Joel Brandenstein |

Weitere Singles
- 2012: Sing mich nach Hause
- 2012: Sag dass Du
- 2012: Frei
- 2014: Lauter Leben
- 2015: Viel zu lange her
- 2018: Du
- 2021: Tschau